# Gottfried Richter (Schauspieler)
Gottfried Richter (* 1947) ist ein deutscher Schauspieler, Synchron- und Hörspielsprecher.

## Leben
Bereits während der Schauspielausbildung an der Theaterhochschule Leipzig erhielt Gottfried Richter 1970 seine erste Hauptrolle in dem DEFA-Film Unterwegs zu Lenin. Nach dem erfolgreichen Abschluss bekam er mit 23 Jahren sein erstes Engagement am Volkstheater Rostock, wo er aber nicht lange blieb. Bereits 1974 wechselte er zum Schauspielhaus Leipzig, wo er 15 Jahre auf der Bühne stand und vor allem jugendliche Rollen spielte. Von 1987 bis 1989 hatte er Gastengagements an der Staatsoperette Dresden und begann dazu parallel am Maxim-Gorki-Theater in Berlin zu arbeiten. Hier spielte er zehn Jahre und hatte mit der Rolle des Randle Patrick McMurphy in 250 Aufführungen des Stücks Einer flog über das Kuckucksnest einen großen Erfolg. Von 1999 bis 2012 war er Schauspieler am Mecklenburgischen Staatstheater Schwerin, wo er unter anderen Die Wildente von Henrik Ibsen und erneut Einer flog über das Kuckucksnest spielte. 1999 lernte er in Koserow das Ensemble von Klassik am Meer kennen und war dort unter anderem in Maria Stuart. Emilia Galotti und Der eingebildet Kranke zu erleben. Weitere Theaterengagements hatte er in Graz, Klagenfurt, Wien, Rudolstadt (2008/2009), und Heilbronn.
Neben seinen Theaterarbeiten war er auch für den Film und das Fernsehen vor der Kamera und als Synchronsprecher tätig. Für den Rundfunk wirkte er in mehreren Hörspielen mit.
Für mehrere Jahre war Gottfried Richter der Lebenspartner der Schauspielerin Ursula Werner.

## Filmografie
- 1970: Unterwegs zu Lenin
- 1978: Anton der Zauberer
- 1981: Unser kurzes Leben
- 1986: Ernst Thälmann (Fernsehzweiteiler)
- 1990: Luv und Lee (Fernsehserie, alle 7 Episoden)
- 2000: Tatort: Einsatz in Leipzig (Fernsehreihe)
- 2004: Polizeiruf 110: Dumm wie Brot (Fernsehreihe)

## Theater
- 1975: Armin Müller: Der goldene Vogel (Adrian) – Regie: Horst Smiszek (Schauspielhaus Leipzig)
- 1975: William Shakespeare: Der Sturm (Ferdinand) – Regie: Karl Kayser (Schauspielhaus Leipzig)
- 1977: Peter Hacks: Adam und Eva (Adam) – Regie: Hans Michael Richter (Schauspielhaus Leipzig)
- 1977: Sándor Pós: Fiktiver Bericht über ein amerikanisches Pop-Festival (Jószef) – Regie: Karl Georg Kayser (Schauspielhaus Leipzig)
- 1978: Clifford Odets: Golden Boy (Joe Bonaparte) – Regie: Peter Röll (Schauspielhaus Leipzig)
- 1979: William Shakespeare: König Lear (Edmund) – Regie: Karl Kayser (Schauspielhaus Leipzig)
- 1979: Heinz-Martin Benecke nach Hans-Christian Andersen: Der Soldat und das Feuerzeug (Soldat) – Regie: Hans-Dieter Schmidt (Schauspielhaus Leipzig)
- 1980: Friedrich Schiller: Wilhelm Tell (Melchthal) – Regie: Karl Kayser (Schauspielhaus Leipzig)
- 1980: Kalidasa: Shakuntala (Sushyanta) – Regie: Vijaya Mehta (Schauspielhaus Leipzig)
- 1981: Gotthold Ephraim Lessing: Nathan der Weise (Tempelherr) – Regie: Peter Röll (Schauspielhaus Leipzig)
- 1982: Volker Braun: Schmitten (Kolb) – Regie: Karl Georg Kayser (Schauspielhaus Leipzig)
- 1983: Andreas Knaup: Rockballade (Brannan) – Regie: Peter Röll (Schauspielhaus Leipzig)
- 1984: Volker Braun: Guevara oder Der Sonnenstaat (Guevara) – Regie: Karl Georg Kayser (Schauspielhaus Leipzig)
- 1984: Carlo Goldoni: Diener zweier Herren (Florindo) – Regie: Hartwig Albiro (Schauspielhaus Leipzig)
- 1985: William Shakespeare: Der Widerspenstigen Zähmung (Petruccio) – Regie: Konrad Zschiedrich (Schauspielhaus Leipzig)
- 1985: Georges Feydeau: Hahn im Korb (Rédillon) – Regie: Horst Smiszek (Schauspielhaus Leipzig)
- 1987: Andrew Lloyd Webber: Evita (Che) – Regie: Walter Niklaus (Staatsoperette Dresden)
- 1987: Andreas Knaup: Majakiade oder Die Welt soll mich verstehn (Majakowski) – Regie: Andreas Knaup (Kellertheater Leipzig)
- 1988: Michail Schatrow: Brester Frieden (Swerdlow) – Regie: Albert Hetterle (Maxim-Gorki-Theater Berlin)
- 1989: Stefan Heym: Der König David Bericht (Ethan) – Regie: ? (Staatsoperette Dresden)
- 1989: Wolfgang Amadeus Mozart: Die Entführung aus dem Serail (Bassa Selim) – Regie: Horst Bonnet (Staatsoper Berlin)
- 1991: Trevor Griffiths: Komiker (George McBrain) – Regie: Rolf Winkelgrund (Maxim-Gorki-Theater Berlin)
- 1992: Arthur Miller: Tod eines Handlungsreisenden (Onkel Ben) – Regie: Siegfried Bühr (Maxim-Gorki-Theater Berlin)
- 1992: Maxim Gorki: Wassa Schelesnowa (Verwalter Michailo) – Regie: Rolf Winkelgrund (Maxim-Gorki-Theater Berlin)
- 1993: George Tabori: Goldberg Variationen (Raamah) – Regie: Carl-Hermann Risse (Maxim-Gorki-Theater Berlin)
- 1993: Athol Fugard: Master Harold und die Boys (schwarzer Kellner) – Regie: Eckhard Becker (Maxim-Gorki-Theater Berlin)
- 1994: Hans Henny Jahnn: Medea (Jason) – Regie: Rolf Winkelgrund (Maxim-Gorki-Theater Berlin)

## Hörspiele und Features
- 1980: Dieter Müller: Ich hab’s gewagt (Jörg) – Regie: Walter Niklaus (Hörspiel – Rundfunk der DDR)
- 1980: Branko Hribar: Guten Morgen, guten Tag (Sänger) – Regie: Annegret Berger (Kinderhörspiel – Rundfunk der DDR)
- 1980: Manfred Kryzek: Der dritte Wunsch – Regie: Walter Niklaus (Hörspiel – Rundfunk der DDR)
- 1980: Dimitri Dimitroff: Wind und Bauer (Bauer) – Regie: Detlef Kurzweg (Kinderhörspiel – Rundfunk der DDR)
- 1980: Antonio Skármeta: Der Aufsatz (Vater) – Regie: Klaus Zippel (Hörspiel – Rundfunk der DDR)
- 1980: Holmar Attila Mück: Der Verrückte vom Pleicher-Ring (Philipp) – Regie: Wolfgang Brunecker (Kinderhörspiel – Rundfunk der DDR)
- 1980: Karlheinz Klimt: Rätsel um XT 2 – Regie: Klaus Zippel (Kinderhörspiel/Science-Fiction-Hörspiel – Rundfunk der DDR)
- 1981: Eberhard Kreissig: Ein Phantom wird gejagt – Regie: Klaus Zippel (Kinderhörspiel, 3 Teile – Rundfunk der DDR)
- 1981: Lothar Gitzel: Durchkommen – Ankommen (Gast) – Regie: Walter Niklaus (Hörspiel – Rundfunk der DDR)
- 1981: Erwin Ziemer: Haus der Unvergessenheit oder Tage in Bad Saarow – Regie: Ingo Langberg (Radio-Feature – Rundfunk der DDR)
- 1981: Annelore Weimer: Bloß keine Schwester (Vater) – Regie: Günter Bormann (Kinderhörspiel – Rundfunk der DDR)
- 1981: Gerta Stecher: Der Sänger (Lehrer) – Regie: Annegret Berger (Kinderhörspiel – Rundfunk der DDR)
- 1982: Karlheinz Klimt: Roboter entlaufen (Protus) – Regie: Klaus Zippel (Kinderhörspiel/Kurzhörspiel/Science-Fiction-Hörspiel – Rundfunk der DDR)
- 1982: Günter Teske: Ende einer Karriere – Regie: Detlef Kurzweg (Kinderhörspiel/Kurzhörspiel/Science-Fiction-Hörspiel – Rundfunk der DDR)
- 1982: Sergei Mstislawski: Ein Mann namens Gratsch – Regie: Klaus Zippel (Kinderhörspiel, 2. + 3. Teil – Rundfunk der DDR)
- 1983: Dimitri Dimitroff: Es müsste mal ‘ne Stadt geben (Paganinis Vater) – Regie: Günter Bormann (Kinderhörspiel – Rundfunk der DDR)
- 1983: Maria Krieger: Der Augustusburger Märchenprinz – Regie: Christa Kowalski (Kinderhörspiel/Kurzhörspiel – Rundfunk der DDR)
- 1983: Joseph von Eichendorff: Aus dem Leben zweier Taugenichtse – Regie: Günter Bormann (Kinderhörspiel – Rundfunk der DDR)
- 1984: Elena Antalová: Zu Hause, was is‘n das (Polizist) – Regie: Günter Bormann (Hörspiel – Rundfunk der DDR)
- 1985: Dieter Müller: Ephedros – Regie: Klaus Zippel (Kinderhörspiel/Kurzhörspiel – Rundfunk der DDR)
- 1986: Jens Simon: Das Double (Leutnant Pirall) – Regie: Walter Niklaus (Kriminalhörspiel/Kurzhörspiel – Rundfunk der DDR)
- 1986: Roland Müller: Nach der Autogrammstunde (Jörg Stenzel) – Regie: Annegret Berger (Kriminalhörspiel/Kurzhörspiel – Rundfunk der DDR)
- 1986: Barbara Neuhaus: Millionenstäbchen (Birkner) – Regie: Annegret Berger (Kriminalhörspiel/Kurzhörspiel – Rundfunk der DDR)
- 1986: Jan Eik: Beziehungen (Dietrich Sparnagel) – Regie: Annegret Berger (Kriminalhörspiel/Kurzhörspiel – Rundfunk der DDR)
- 1987: Harry Kampling: Der Mann aus der Siedlung – Regie: Walter Niklaus (Hörspiel – Rundfunk der DDR)
- 1987: Joachim Brehmer: Wer bin ich und was bist du? – Regie: Walter Niklaus (Hörspiel – Rundfunk der DDR)

## Synchronisation

### Filme
- 1978: Alexander Abdulow als Prinz in Die feuerrote Blume
- 1981: Rik van Nutter als Wilfred van Ivanhoe in Die Rache des Ivanhoe
- 1983: Antonio Sabàto als Moses Lang in Drei ausgekochte Halunken
- 1984: Peter Lee Lawrence als Bill Grayson in Einer nach dem anderen – ohne Erbarmen
- 1984: Reg Park als Ursus in Ursus und die Sklavin des Teufels
- 1984: Sattar Dikambajew als Räuberhauptmann Tschingis in Eine Nacht mit Scheherezade
- 1985: Hugh McDermott als Peter Gay in Der letzte Schleier
- 1986: Giuliano Gemma als Nardoni in Hoffen wir, daß es ein Mädchen wird
- 1987: Schamsitdin Jullijew als Bäcker in Die neuen Märchen von Scheherezade
- 1988: Jeff Daniels als Cochran in Das Haus in der Carroll Street
- 1997: Dwight McFee als Sgt. Weller in Gold Diggers – Das Geheimnis von Bear Mountain
- 1998: Stan Brooks als TV-Nachrichtensprecher in Ausnahmezustand

### Serien
- 1993: Mark Pillow als Alaska Kid in Alaska Kid

## Auszeichnungen
- 1970: Erich-Weinert-Medaille im Kollektiv für den DEFA-Film Unterwegs zu Lenin
- 1984: Kunstpreis der Stadt Leipzig für die Rolle des Guevara in Volker Brauns Guevara oder Der Sonnenstaat